# Hans Tropsch
Hans Tropsch (Planá, 7 de outubro de 1889 – Essen, 8 de outubro de 1935) foi um químico alemão responsável, com Franz Fischer, pelo desenvolvimento do Processo de Fischer-Tropsch.

## Vida
Tropsch nasceu em Plan bei Marienbad, Sudet-German Bohemia naquela época parte da Áustria-Hungria agora República Tcheca. Ele estudou na German Charles-Ferdinand University em Praga e na German Technical University em Praga de 1907 a 1913. Ele recebeu seu Ph.D. pelo trabalho com Hans Meyer .
Tropsch trabalhou em uma fábrica de corantes em Mülheim em 1916–1917, depois por alguns meses no Instituto Kaiser Wilhelm para Pesquisa de Carvão. De 1917 a 1920, Tropsch trabalhou em uma destilaria de alcatrão da empresa Rütgers em Niederau, mas retornou ao Instituto Kaiser Wilhelm para Pesquisa de Carvão em 1920, permanecendo até 1928. Lá ele trabalhou com Franz Fischer e Otto Roelen. Foi nessa época que as invenções inovadoras do processo Fischer-Tropsch foram patenteadas.

Em 1928, Tropsch tornou-se professor no novo Instituto de Pesquisa de Carvão em Praga. Mais tarde, ele aceitou um cargo nos Estados Unidos nos Laboratórios de Produtos de Petróleo Universal e no Armor Institute of Technology em Chicago em 1931. Devido a uma doença grave, Tropsch retornou à Alemanha em 1935, onde morreu logo após sua chegada, em um hospital em Essen.